# Шматко Галина
Шматко Галина (Волинчинка, Волинянка, Іва; 1923, Русивель (за ін. версією – с. Сапожин), Гощанський район, Рівненська область – 11.04.1945, ліс біля с. Берестяне, Ківерцівський район, Волинська область) – лицар Срібного хреста заслуги УПА.

## Життєпис
Працювала вчителькою. Член ОУН. керівник жіночої сітки Гощанського районного проводу ОУН (? – сер. 1944), референт УЧХ Ковельського окружного проводу ОУН (сер. 1944 – 4.1945). Загинула у бою з облавниками. Після короткого бою застрелилася, щоб живою не потрапити в руки ворога. Відзначена Срібним хрестом заслуги (8.10.1945). 